# Briantea 84 Cantù
La ASD Briantea84 è una società sportiva paralimpica per la promozione dello sport tra i giovani, con particolare attenzione per persone disabili.

## Storia
Briantea84 porta nel suo nome anche la sua anagrafica: nata nel 1984 a Cantù nel segno del basket in carrozzina, grazie alla passione di Alfredo Marson che dal 1985 al 2022 ne è stato il presidente. Da quegli albori, la società si è sviluppata negli anni, attivando progressivamente altri settori sportivi e incrementando in maniera esponenziale il numero dei suoi atleti.
Oggi Briantea84 conta circa 120 tesserati, impegnati in cinque discipline sportive: basket in carrozzina, nuoto, calcio, atletica e pallacanestro. Il funzionamento di questa complessa macchina è reso possibile grazie alla collaborazione di circa 50 persone di staff, “volontari” formati a seconda dei ruoli, che hanno scelto di sposare la missione di una società che mette la professionalità e la qualità dell'offerta sportiva in cima alle sue priorità.
“Briantea84 ama lo sport senza limiti”: così si apre la Carta dei Valori che il club canturino ha deciso di scrivere e pubblicare lo scorso anno per ribadire i suoi intenti ma, soprattutto, la strada che intende tracciare nel futuro.
Sono tante le eccellenze che Briantea84 ha collezionato nel tempo: oggi ha l'unica Scuola Calcio lombarda rivolta a bimbi con disabilità intellettivo-relazionale, un progetto sviluppato in collaborazione con La Nostra Famiglia di Bosisio Parini. Giovani talenti crescono anche nel nuoto – dove lo scambio con i tecnici federali Finp e Fisdir è molto fruttifero. Soddisfazioni e
medaglie sono arrivate quest'anno anche dalla squadra di pallacanestro – terza forza del campionato italiano Fisdir – e dal team di atletica che è entrato nella top-ten delle società italiane.

## Roster 2024-2025
Aggiornato al 27 settembre 2024.
| UnipolSai Briantea 84 Cantù 2023-2024 | UnipolSai Briantea 84 Cantù 2023-2024 |
| Giocatori                             | Staff tecnico                         |
| ------------------------------------- | ------------------------------------- |

| 00 | Italia (bandiera)                        | AG | Alessandro Sbuelz (4.0)    | 2004 |  |  |  |
| 0  | Egitto (bandiera) · Italia (bandiera)    | PG | Karim Makram (2.5)         | 2002 |  |  |  |
| 1  | Paesi Bassi (bandiera)                   | PG | Robin Poggenwisch (3.0)    | 1989 |  |  |  |
| 7  | Germania (bandiera)                      | G  | Anne Patzwald (1.0)        | 1989 |  |  |  |
| 9  | Italia (bandiera)                        | G  | Nicolò Tomaselli (2.5)     | 2005 |  |  |  |
| 11 | Paesi Bassi (bandiera)                   | C  | Mattijs Bellers (4.5)      | 1992 |  |  |  |
| 12 | Italia (bandiera)                        | G  | Matteo Veloce (1.0)        | 2001 |  |  |  |
| 14 | Argentina (bandiera) · Italia (bandiera) | GA | Adolfo Damian Berdun (3.5) | 1981 |  |  |  |
| 19 | Italia (bandiera)                        | PA | Jacopo Geninazzi (C) (4.0) | 1987 |  |  |  |
| 22 | Italia (bandiera)                        | A  | Filippo Carossino (3.5)    | 1993 |  |  |  |
| 24 | Bulgaria (bandiera)                      | AG | Anton Fikov (3.5)          | 2003 |  |  |  |
| 26 | Italia (bandiera)                        | C  | Simone De Maggi (4.5)      | 1991 |  |  |  |
| 50 | Israele (bandiera) · Francia (bandiera)  | P  | Shay Barbibay (3.0)        | 1996 |  |  |  |

| Allenatore                                                            |
| - Cristian Matías Gómez                                               |
| Assistente/i                                                          |
| - Nessuno Legenda - (C) Capitano - (IN) Inattivo - Infortunato Roster |

### Staff tecnico
- Allenatore: Josef Jaglowski
- Direttore Sportivo: Piero Oldani
- General Manager: Silvia Galimberti
- Meccanici: Giovanni Deonette, Sandro Rossanese
- Massofisioterapista: Edoardo Lionetti
- Preparatore atletico: Luca Emanuelli
- Osteopata: Sofia Maffeis
- Medico: Federico Casamassima
- Addetta arbitri: Gabriella Tagliabue
- Accompagnatore: Alessandro Vezzoli
- Ufficio Stampa: Simone Rabuffetti
- Addetto statistiche: Luca Sibilia

## Palmarès

### Competizioni nazionali
- Campionato italiano: 11

1990-1991, 1991-1992, 2012-2013, 2013-2014, 2015-2016, 2016-2017, 2017-2018, 2020-2021, 2021-2022, 2023-2024, 2024-2025
- Coppa Italia: 9

2004, 2013, 2016, 2017, 2018, 2019, 2020, 2022, 2024
- Supercoppa italiana: 7

2013, 2016, 2017, 2018, 2019, 2021, 2024

### Competizioni internazionali
- Coppa Vergauwen: 3

2000-2001, 2004-2005, 2012-2013
- Brinkmann Cup: 1

1998-1999